# Пантодонты
Пантодонты (лат. Pantodonta) — подотряд вымерших плацентарных млекопитающих из отряда цимолестов (Cimolesta). Некоторые систематики повышают их ранг до отряда.

## Описание
Пантодонты известны со времён палеоцена в Северной Америке и в Азии. Один из ранних родов, Alcidedorbignya, был представлен в палеоцене в Южной Америке. В нижнем палеоцене пантодонты имели размер, сопоставимый с современным котом, однако к нижнему эоцену они стали травоядными животными размером с корову — крупнейшими наземными млекопитающими своего времени. В середине эоцена они неожиданно и стремительно исчезают.

## Систематика
В прошлом виды, которые ныне объединяются в подотряд пантодонтов, включали в отряд амблиподов наряду с диноцератами и ксенунгулятами. Позднее такая классификация была признана неверной, и указанные виды разделили на три разных группы. Возможно, диноцераты являются ближайшими родственниками пантодонтов.
Практически не подлежит сомнению родство пантодонтов с современными хищными и панголинами.

### Классификация
По данным сайта Paleobiology Database, на август 2018 года в подотряд включают следующие вымершие семейства:
- Семейство Alcidedorbignyidae de Muizon & Marshall, 1992 (1 род)
- Семейство Archaeolambdidae Flerov, 1952 (1 род)
- Семейство Barylambdidae Patterson, 1939 (2 рода)
- Семейство Bemalambdidae Chow et al., 1973 (2 рода)
- Семейство Coryphodontidae Marsh, 1876 (6 родов)
- Семейство Pantolambdidae Cope, 1883 (или в надсемействе Pantolambdoidea, 2 рода)
- Семейство Wangliidae Van Valen, 1988 (1 род)
- Роды incertae sedis (2 рода)
- Надсемейство Pantolambdoidea Cope, 1883
  - Семейство Cyriacotheriidae Rose & Krause, 1982 (2 рода)
  - Семейство Pantolambdodontidae Granger & Gregory, 1934 (6 родов)
  - Семейство Pastoralodontidae Chow & Qi, 1978 (3 рода)
  - Семейство Titanoideidae Patterson, 1934 (1 род)